# Banda
Banda là một thị xã và là một nagar panchayat của quận Sagar thuộc bang Madhya Pradesh, Ấn Độ.

## Địa lý
Banda có vị trí 24°03′B 78°57′Đ / 24,05°B 78,95°Đ Nó có độ cao trung bình là 502 mét (1646 foot).

## Nhân khẩu
Theo điều tra dân số năm 2001 của Ấn Độ, Banda có dân số 26.178 người. Phái nam chiếm 53% tổng số dân và phái nữ chiếm 47%. Banda có tỷ lệ 68% biết đọc biết viết, cao hơn tỷ lệ trung bình toàn quốc là 59,5%: tỷ lệ cho phái nam là 76%, và tỷ lệ cho phái nữ là 59%. Tại Banda, 16% dân số nhỏ hơn 6 tuổi.